# Ioannis Paraskevopoulos
Ioannis Paraskevopoulos (griechisch Ιωάννης Παρασκευόπουλος, * 1900 in Lavda, Präfektur Elis; † 8. April 1984 in Athen) war ein griechischer Politikwissenschaftler, Politiker und zweimal kurzzeitig Premierminister.

## Wissenschaftliche Laufbahn
Paraskevopoulos studierte Rechtswissenschaften und Volkswirtschaft an den Universitäten Athen, München, Jena, Frankfurt und London. Danach arbeitete er bei der Deutschen Bank (1925) und von 1925 bis 1929 bei der Midland Bank. 1929 wechselte er zur Griechischen Nationalbank und wurde dort Direktor. Parallel begann er ab 1936 eine akademische Laufbahn, 1943 wurde er Professor für Politikwissenschaften an der Pantion-Universität Athen und 1961 deren Rektor. An der Wirtschaftsuniversität Athen hatte er eine Professur für Volkswirtschaft.

## Politische Laufbahn
Als Minister gehörte er den Regierungen des Erzbischofs Damaskinos Papandreou vom 17. Oktober 1945 bis zum 1. November 1945 sowie vom 11. Oktober 1952 bis 19. November 1952 des Premierministers Dimitrios Kiousopoulos an.
Vom 31. Dezember 1963 bis zum 19. Februar 1964 sowie vom 22. Dezember 1966 bis zum 3. April 1967 war Paraskevopoulos selbst Premierminister von Übergangsregierungen.
Paraskevopoulos starb am 8. April 1984 in Athen.